# انتلوپ ایکرز (کالیفرنیا)
انتلوپ ایکرز (به انگلیسی: Antelope Acres) یک منطقهٔ مسکونی در ایالات متحده آمریکا است که در شهرستان لس‌آنجلس، کالیفرنیا واقع شده‌است. انتلوپ ایکرز ۷۳۹ متر بالاتر از سطح دریا واقع شده‌است.